# The Lovers (film, 1994)
Pour les articles homonymes, voir The Lovers.
Pour plus de détails, voir Fiche technique et Distribution.
The Lovers (Leung juk) est un film hongkongais réalisé par Tsui Hark, sorti en 1994, inspiré de la légende chinoise des amants papillons.

## Synopsis
Un haut fonctionnaire de la cour impériale rentre pour annoncer à sa femme qu'il compte marier leur fille unique, Chu Ying-tai, à un des héritiers de la famille Ma. Afin d'assurer ce mariage, il fait passer à cette dernière un examen sur l'art, mais il comprend très vite que sa fille est incapable de jouer de la lyre, de rédiger ou de réciter un poème. La mère de Ying-tai décide alors de l'envoyer au collège Sung Yee afin de parfaire son éducation, pendant trois ans, mais pour ce faire, la fille doit se travestir en garçon pour apprendre dans ce collège non-mixte. Après avoir été reçue par la directrice de l'école, elle gagne la bibliothèque, où elle s'apprête à dormir. Là, elle fait la rencontre du jeune Liang Shan-po, qui ignore que Ying-tai est une fille…

## Fiche technique
- Titre : The Lovers
- Titre original : Leung juk (梁祝)
- Titres anglais : The Lovers / Butterfly Lovers
- Réalisation : Tsui Hark
- Scénario : Tsui Hark, Hui Sa-Long et Sharon Hui
- Production : Tsui Hark
- Musique : Mark Lui, James Wong, Raymond Wong et Wu Wai Lap
- Photographie : David Chung
- Montage : Marco Mak
- Décors : William Chang et Cheong Kwok Wing
- Pays d'origine : Hong Kong
- Format : Couleurs - 2,35:1 - Dolby - 35 mm
- Genre : Drame, romance
- Durée : 107 minutes
- Date de sortie : 13 août 1994 (Hong Kong)

## Distribution
- Charlie Young : Chu Ying-tai
- Nicky Wu : Liang Shan-po
- Carrie Ng : la mère de Ying-tai
- Elvis Tsui : le père de Ying-tai
- Shun Lau : Cheung-Kwai
- Peter Ho : Yun-tung Ho

## Récompenses et distinctions
- Nominations au prix de la meilleure direction artistique (William Chang et Kwok Wing Cheong), meilleurs costumes et maquillages (William Chang), meilleur réalisateur et meilleur second rôle féminin (Carrie Ng), lors des Hong Kong Film Awards en 1995.
- Prix de la meilleure musique, lors des Hong Kong Film Awards en 1995.